# Sophia (Wirginia Zachodnia)
Sophia – miasto w Stanach Zjednoczonych, w stanie Wirginia Zachodnia, w hrabstwie Raleigh.